# Kharukyanhi
Kharukyanhi – gaun wikas samiti we wschodniej części Nepalu w strefie Sagarmatha w dystrykcie Siraha. Według nepalskiego spisu powszechnego z 2001 roku liczył on 683 gospodarstw domowych i 4422 mieszkańców (2178 kobiet i 2244 mężczyzn).